# Château de Villarsel-le-Gibloux
Ne doit pas être confondu avec Château de Villarzel ou Château de Villarzel (Vaud).
Le château de Villarsel-le-Gibloux est un château suisse construit au début du XIIIe siècle et détruit au milieu du XVe siècle, situé dans le village de Villarsel-le-Gibloux du canton de Fribourg.

## Construction
Selon les archives de l’évêché de Lausanne,, un château fut construit sur l'ordre de l'évêque de Lausanne, Bechtold de Neuchâtel, vers 1212 -1220 à "Vilarsel". L'évêque suivant, nommé Boniface aurait fait fortifier le château. L'observation des ruines laisse à penser qu'il s'agissait d'une assez grande bâtisse.
Il faut bien noter que faute de travaux de recherche poussés sur la question, l'histoire de la construction du château de "Vilarsel" telle que décrite dans les archives de l'évêché de Lausanne, n'a qu'une chance sur deux d'être celle de la construction du château de Villarsel-le-Gibloux. C'est pourquoi on trouve la même information sur la page du château de Villarzel l'Évêque.

## Propriétaires
Le premier nom connu d'un seigneur du château est celui de Wilbertus de Villarsel. À sa mort, il fait hériter le château à son fils Otto, chevalier de Villarsel. Il devient la propriété des seigneurs de Corbières à la suite d'un mariage. En 1346, à la suite d'une vente, il est placé sous la protection de la seigneurie d'Oron (certains évoquent à nouveau un mariage mais le travail historique de Bernard de Vevey, largement sourcé, est plus crédible ; on connaît même la personne qui ratifie la vente entre Rodolphe de Corbière et Jocérius d'Oron : Aymon de Cossonay). En 1375, Aymon d’Oron légua la place forte à son neveu Rodolphe de Langin. La fille de Rodolphe en fit bénéficier son mari, Amédée de Challant, qui était bailli du Chablais. Jusqu'à la fin du XVIe siècle, c'est à la famille de Challant, vassale de la Savoie, qu'appartient le château fort.

### Les armoiries de Villarsel, héritage des Challant
Les armoiries de Villarsel-le-Gibloux, rendues caduques par les différentes fusions de communes, sont héritées de celle de la famille de Challant.

## Destruction
Comme dit plus haut, le château appartient maintenant à la famille de Challant, qui soutient la Savoie. Alors, quand Fribourg décide d'entrer en guerre contre le Duc de Savoie, le château de Villarsel est le premier à faire les frais de cette déclaration de guerre.

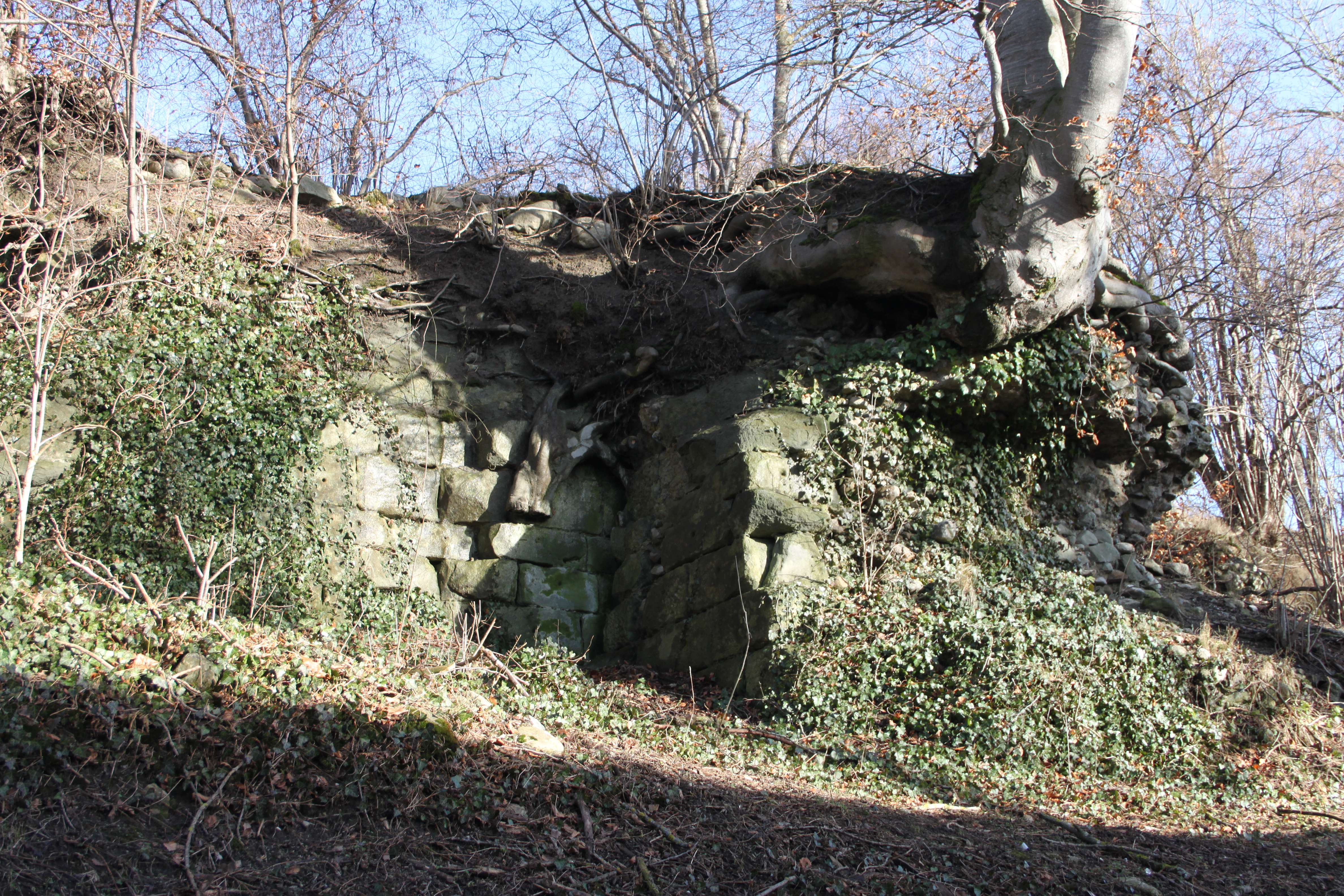
Ruines du château en 2018 (vue du nord)

Le 21 décembre 1447, ce sont plus de 600 hommes de Fribourg qui mettent à sac le château et le brûlent, capturant le châtelain et 35 autres prisonniers,.

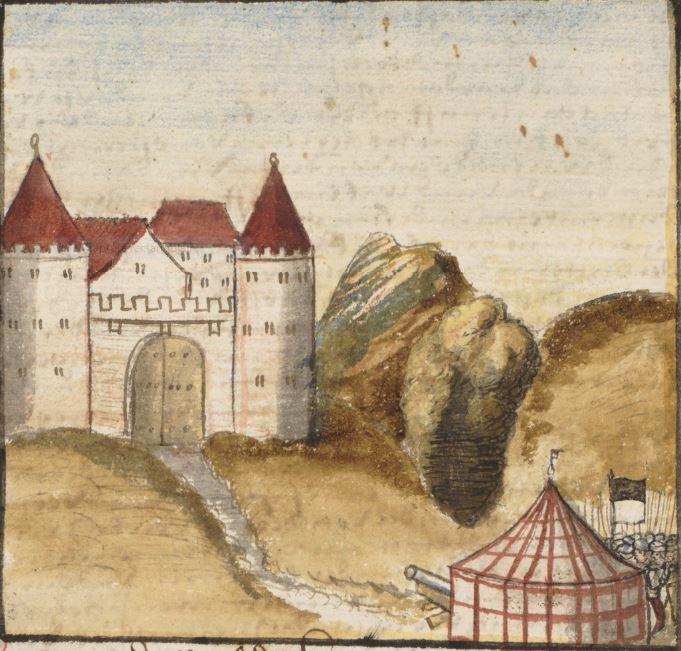
Château de Villarsel attaqué par les Fribourgeois en 1447

Alors que le 16 juillet 1448 Fribourg dû faire la paix avec la Savoie, la ville fut contrainte de payer 4000 florins destinés à la reconstruction des châteaux de Montagny et de Villarsel. Des 4000 florins, seulement 90 (ou 900 selon la monographie de la commune et le site web "swisscastles") étaient prévus pour le château de Villarsel. On ne sait rien des travaux de reconstruction, mais on imagine qu'ils ont été minimes, étant donné le fort endettement de la famille de Challant.

## Les controverses sur les Villarsels
Il existe en Suisse Romande plusieurs lieux qui portent le nom de Villarsel et qui abritent également des châteaux. Notre seigneurie peut donc être confondue avec celle de Villarsel-sur-Marly ou celle de Villarzel-l'Évêque près de Payerne. C'est ce qui est vraisemblablement arrivé au géographe et historien Franz Kuenlin. Il explique dans son ouvrage Dictionnaire géographique, statistique et historique du Canton de Fribourg, Volume 2 que le château de Villarsel-le-Gibloux fut brûlé en 1275. Il s'agit pourtant plus vraisemblablement de celui de Villarzel-l'Évêque.
Il faut dire qu'il est souvent difficile de distinguer l'un ou l'autre des Villarsel, puisque l'on n'ajouta "le Gibloux" ou "l'Évêque" que vers le XIIIe siècle et de loin pas systématiquement.

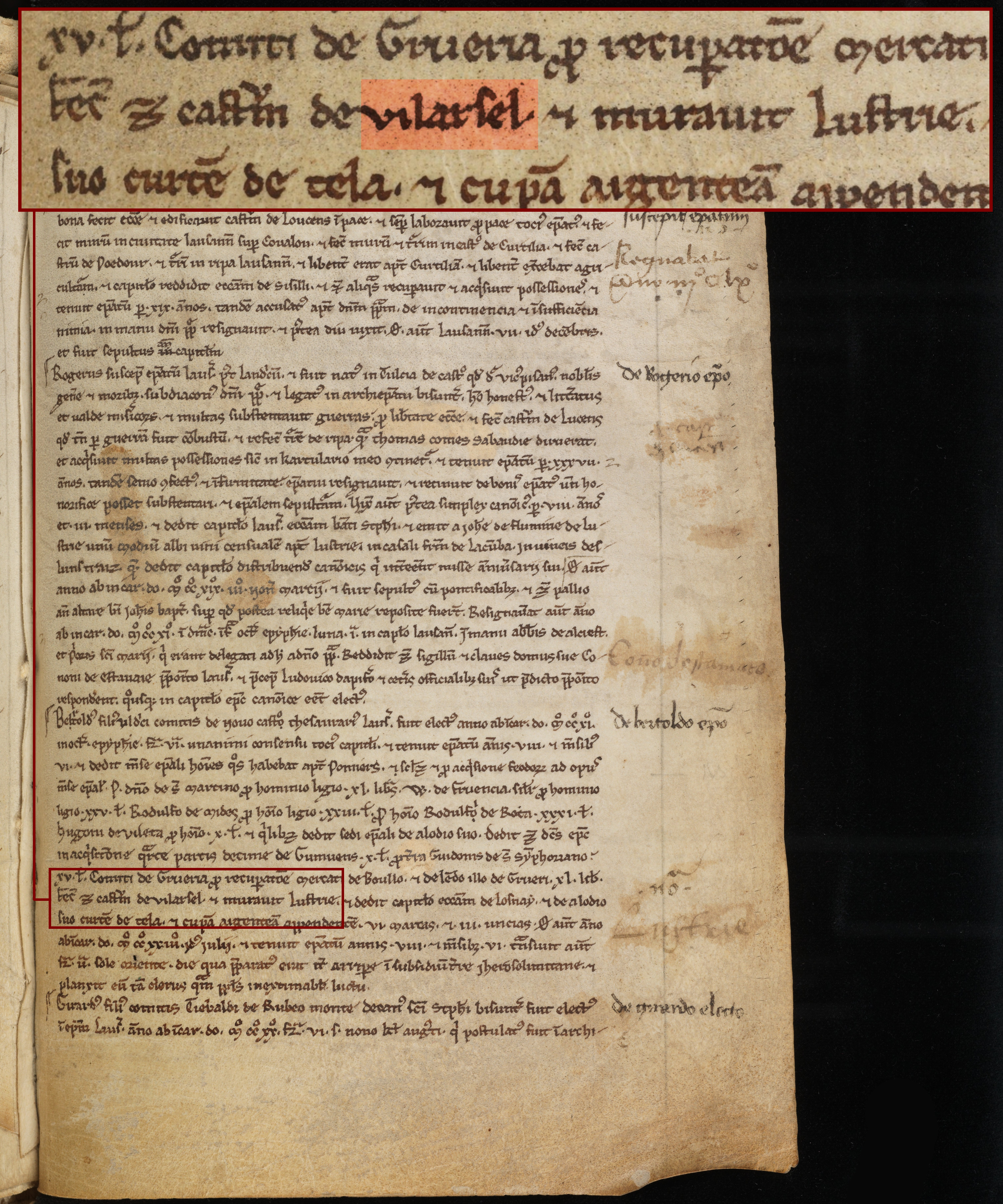
Passage mentionnant la fondation du château de Vilarsel dans le Cartularium Lausannense.

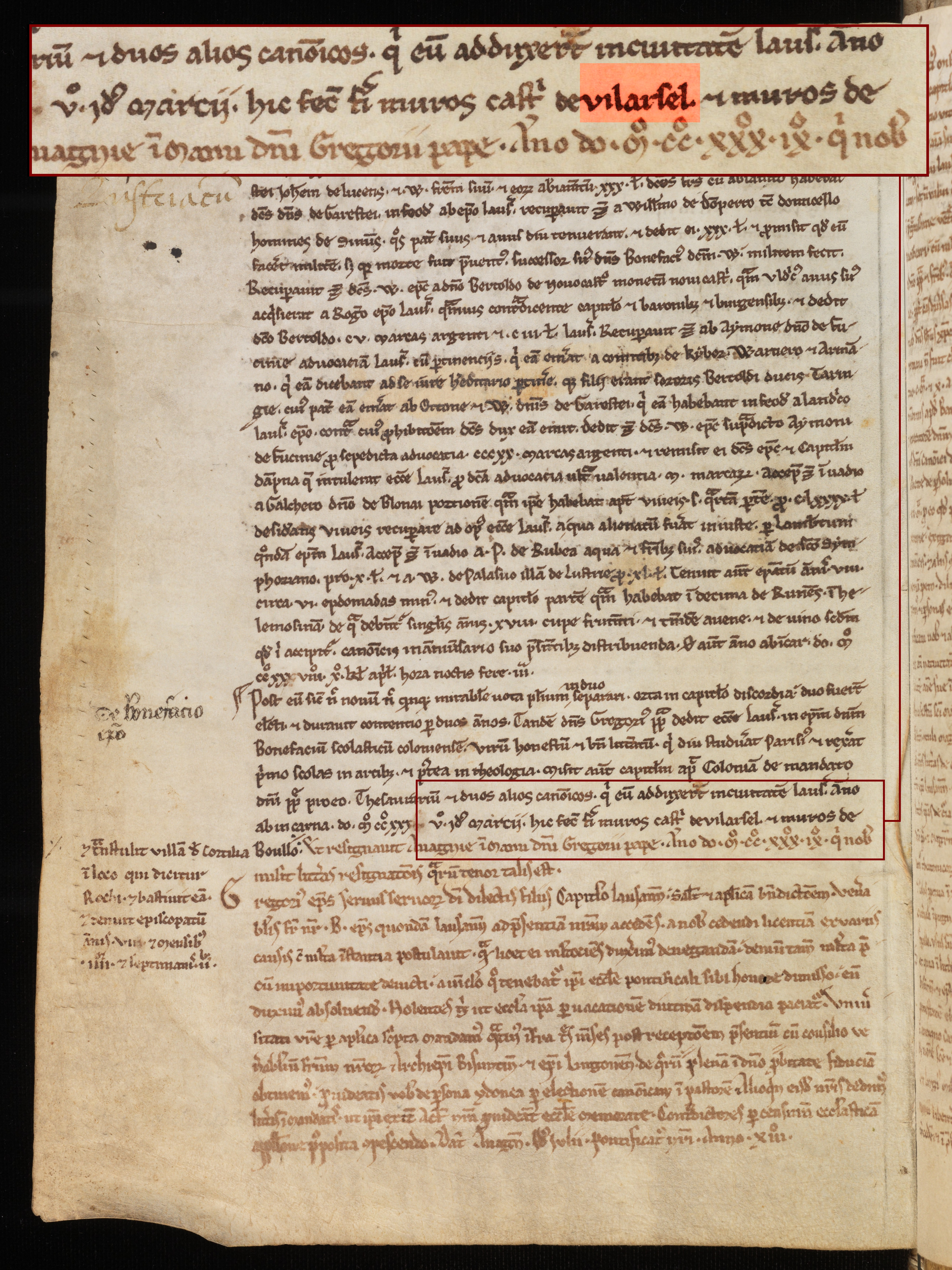
Autre passage mentionnant un château à Vilarsel sans préciser lequel.

Pour cette raison, et faute de travaux historiques poussés, le récits de la construction d'un château à "Vilarsel" dans les archives de l'évêché lausannois, sont utilisés pour le château de Villarsel-le-Gibloux et celui de Villarzel.